# Nikolai Wladimirowitsch Pojarkow
Nikolai Wladimirowitsch Pojarkow (russisch Николай Владимирович Поярков; * 16. Oktober 1999 in Jefremow) ist ein russischer Fußballspieler.

## Karriere

### Verein
Pojarkow begann seine Karriere bei Spartak Moskau. Im Januar 2015 wechselte er in die Jugend von Lokomotive Moskau. Zur Saison 2017/18 rückte er in den Kader des drittklassigen Farmteams von Lok, Lokomotive-Kasanka Moskau. Bei Kasanka konnte er sich jedoch nie durchsetzen und kam in etwas über zwei Jahren im Team zu 18 Einsätzen in der Perwenstwo PFL.
Im September 2019 wechselte Pojarkow zum FK Rostow, der ihn direkt an den Ligakonkurrenten Rubin Kasan verlieh. Sein Debüt für Kasan in der Premjer-Liga gab er im Oktober 2019, als er am 14. Spieltag der Saison 2019/20 gegen Ural Jekaterinburg in der Startelf stand. Bis zum Ende der Leihe kam der Außenverteidiger zu sieben Einsätzen für die Tataren in der höchsten russischen Spielklasse. Zur Saison 2020/21 kehrte er wieder nach Rostow zurück. Dort kam er dann zu 17 Einsätzen im Oberhaus. In der Saison 2021/22 absolvierte er 14 Spiele. In der Saison 2022/23 blieb er allerdings ohne Einsatz.
Nach zwei Einsätzen zu Beginn der Saison 2023/24 wurde er im September 2023 an den Ligakonkurrenten FK Fakel Woronesch verliehen. Für Fakel kam er aber zu keinem Ligaeinsatz. Im Juli 2024 wurde Pojarkow an Zweitligist FK SKA-Chabarowsk weiterverliehen.

### Nationalmannschaft
Pojarkow kam zwischen Oktober 2016 und März 2017 zu zehn Einsätzen für die russische U-18-Auswahl. Im August 2017 absolvierte er eine Partie für das U-20-Team.

## Persönliches
Sein Bruder Denis (* 1989) ist ebenfalls Fußballspieler.